# Mariensäule (Oberfinning)

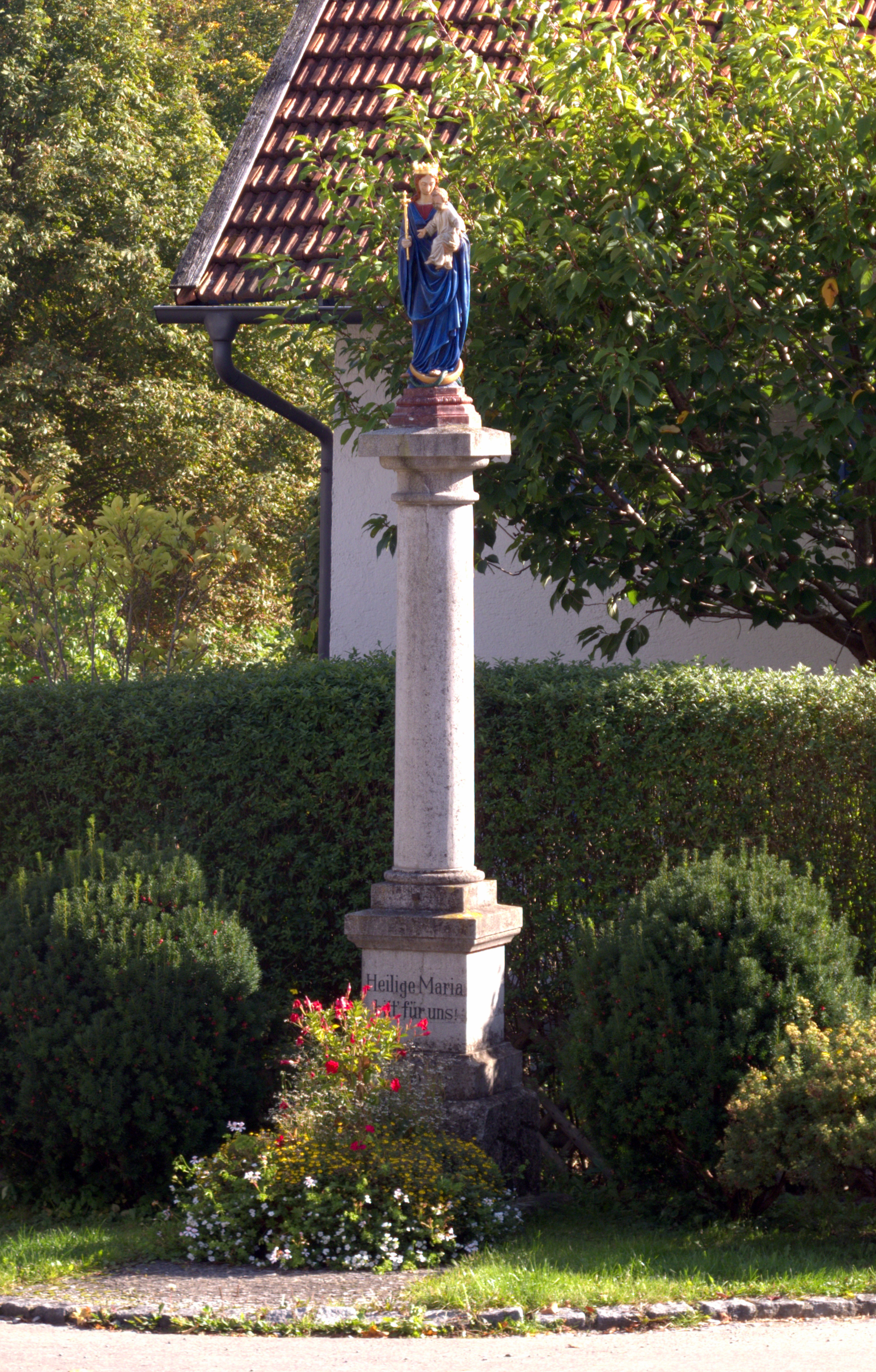
Mariensäule in Oberfinning

Die Mariensäule in Oberfinning, einem Ortsteil der Gemeinde Finning im oberbayerischen Landkreis Landsberg am Lech, wurde 1910 errichtet. Die Mariensäule an der Hauptstraße ist ein geschütztes Baudenkmal.
Die farbig gefasste Muttergottesfigur wird von einer Steinsäule auf rechteckigem Steinpodest getragen.